# Nikita Mijalkov

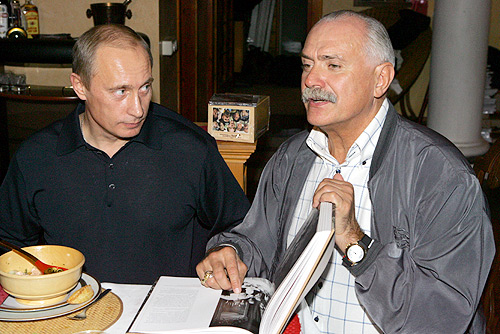
Nikita Mijalkov en 2005.

Nikita Serguéievich Mijalkov (en ruso: Никита Сергеевич Михалков; Moscú, 21 de octubre de 1945) es un actor y director de cine ruso.

## La familia Mijalkov
Mijalkov nació en una familia de distinguidos artistas. Su bisabuelo fue el gobernador imperial de Yaroslavl, cuya madre era una princesa de Galitzia. El padre de Nikita, Serguéi Mijalkov, es más conocido como autor de literatura para niños aunque también escribió la letra del Himno de la Unión Soviética. La madre de Nikita, la poeta Natalia Konchalóvskaya, era la hija del artista vanguardista Piotr Konchalovski y nieta de otro pintor sobresaliente, Vasili Súrikov. El hermano mayor de Nikita es el director Andréi Konchalovski, básicamente conocido por su colaboración con Andréi Tarkovski y películas como Siberiada o de acción en Hollywood, como Tango y Cash y Runaway Train.

## Biografía

### Inicios como actor

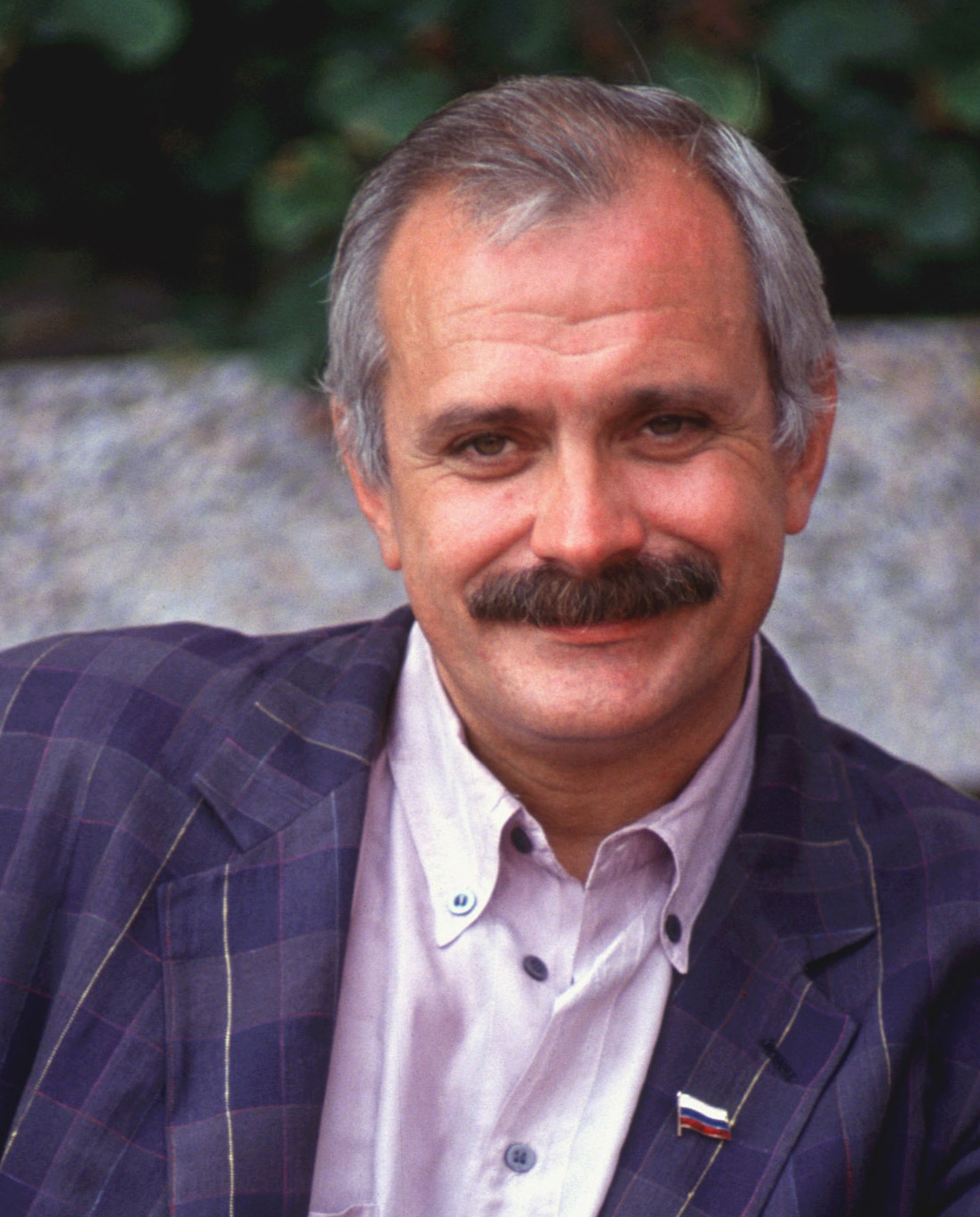
Nikita Mijalkov en 1987.

Mijalkov estudió interpretación de niño en el Teatro del Arte de Moscú y después en la Escuela Schukin del Teatro Vajtángov. Todavía estudiante, apareció en la película Un paseo por Moscú (Я шагаю по Москве - Ya shagayu po Moskvé) (1964) de Gueorgui Danelia y en la película Nido de hidalgos (Дворянское гнездо - Dvoriánskoe gnezdó) (1969) dirigido por su hermano Andréi Konchalovski. Pronto estuvo en camino de convertirse en una estrella del cine soviético.

### Inicios como director
Tras ser expulsado de la Escuela Schukin por trabajar en el cine, acudió al Instituto Estatal Pansoviético de Cinematografía (VGIK) donde estudió dirección a las órdenes de Mijaíl Romm, maestro también de su hermano Andréi Konchalovski. Dirigió su primer corto en 1968, Vuelvo a casa (А я уезжаю домой - A ya uezzhayu domoy) y otro en su graduación, Un día tranquilo al final de la guerra (Спокойный день в конце войны -  Spokoiny den v kontsé voiný) en 1970. Mijalkov había aparecido en una veintena de películas, incluyendo la de su hermano Tío Vania (1972), antes de colaborar en el guion, dirigir e interpretar su primera obra, En casa entre extraños (Свой среди чужих, чужой среди своих - Svoy sredí chuzhij, chuzhoy sredí svoíj) en 1974, un wéstern rojo ambientado en los años 1920 durante la guerra civil rusa.

### Reputación internacional
Mijalkov consiguió reputación internacional con su segunda obra, Esclava del amor (1976). Desarrollada en 1917, narraba los esfuerzos de un equipo de rodaje por crear un melodrama mudo en un balneario mientras la revolución rusa estallaba a su alrededor. La película, basada en los últimos días de Vera Jolódnaya, fue aclamada internacionalmente tras su estreno en los Estados Unidos.
El siguiente film de Mijalkov, Una pieza inacabada para piano mecánico (1977) era una adaptación de una obra temprana de Chéjov, Platónov. Fue ganadora del primer premio en el Festival de cine de San Sebastián. En 1978, mientras protagonizaba el film épico de su hermano, Siberiada, Mijalkov realizó Cinco tardes, una historia de amor acerca de una pareja separada por la Segunda Guerra Mundial, o Gran Guerra Patria, como se la denomina en Rusia, que se reencuentra tras 18 años. El siguiente film de Mijalkov, Oblómov (1980), con Oleg Tabakov en el papel principal, estaba basado en la homónima novela de Iván Goncharov acerca de un perezoso joven noble que se niega a dejar su cama. Parientes (1981) es una comedia acerca de una mujer provinciana en Moscú envuelta en los complicados enredos de sus parientes. Sin Testigos (1983) sigue la larga conversación nocturna entre una mujer, (Irina Kúpchenko) y su exmarido (Mijaíl Uliánov) accidentalmente encerrados en una habitación.
Al inicio de los 80, Mijalkov reasumió su carrera como actor, apareciendo en la popular Estación para dos de Eldar Ryazánov (1982) y en Un romance cruel (1985). En ese periodo también interpretó el papel de Henry Baskerville en la versión soviética de El perro de los Baskerville. También apareció en sus propias películas, como En casa entre extraños, Esclava del amor, Una pieza inacabada para piano y Quemado por el Sol.

### Éxito internacional
Incorporando varios relatos cortos de Antón Chéjov, Ojos negros (1987) fue protagonizada por Marcello Mastroianni, que gira alrededor de un hombre mayor que cuenta la historia de un amor que tuvo en su juventud con una mujer a la que ha sido incapaz de olvidar. El film fue aclamado internacionalmente, recibiendo Mastroianni el premio al mejor actor en el Festival de Cannes y la nominación a un premio Óscar por su actuación.
El siguiente film de Mijalkov, Urgá, el territorio del amor (1992), transcurría en el poco conocido mundo de los mongoles, que viven en la frontera entre Rusia y China. Recibió el León de Oro del Festival de cine de Venecia y fue nominado al premio Óscar a la mejor película en lengua extranjera. Anna: 6-18 (1993), documenta el crecimiento de su hija Anna mientras transita de la infancia a la madurez.
La más famosa producción de Mijalkov hasta la fecha, Quemado por el sol (1994), está ambientada en la tensa atmósfera de la época de las purgas de Stalin. La película recibió el gran premio del Festival de Cannes y el premio Óscar a la mejor película en lengua extranjera, entre otros muchos honores. En el 2000, Quemado por el Sol era la película más rentable producida en la Europa del Este.

### Carrera reciente
Mijalkov usó el prestigio y el dinero de Quemado por el sol (en ruso: Утомлённые солнцем, Utomliónnyie sólntsem) para acumular $25.000.000 de presupuesto para su mayor producción épica hasta la fecha, El barbero de Siberia (1998). La película, que abrió el Festival de Cannes de 1998, de tema patriótico doméstico. Julia Ormond y Oleg Ménshikov (un habitual de Mijalkov) interpretaban los papeles principales, mientras que el director aparecía como el zar Alejandro III de Rusia. 
La película recibió el premio estatal ruso y disparó rumores acerca de las ambiciones presidenciales de Mijalkov. El director, no obstante, eligió la administración de la industria cinematográfica rusa. A pesar de la oposición de directores rivales, fue elegido presidente de la sociedad rusa de cineastas y ha dirigido el Festival de Cine de Moscú desde el 2000. También instauró el Premio Águila de Oro de la academia rusa en oposición al tradicional Premio Nika.
En el 2005, Mijalkov retomó su carrera de actor, protagonizando nuevas películas - El consejero de Estado (basada en una novela de Borís Akunin), que rompió récords de taquilla en Rusia; Zhmurki, una comedia negra acerca de la mafia rusa; y la película de Krzysztof Zanussi Persona non grata.
En octubre del 2006, Mijalkov se hallaba en Serbia, dando soporte moral a la soberanía serbia sobre Kósovo.
En septiembre del 2007, la película de Mijalkov 12, una adaptación del drama judicial de Sidney Lumet Doce hombres sin piedad, recibió un León de Oro especial y fue alabada por numerosos críticos en el Festival de cine de Venecia. Recientemente ha asumido el papel de productor ejecutivo de la película épica 1612.
En 2022, produjo la cinta El justo de las naciones (Právednik en ruso), basada en la historia de 210 judíos liberados por el Ejército Rojo, dirigida por Serguéi Ursuliak y protagonizada por Aleksandr Yatsenko.

### Vida personal

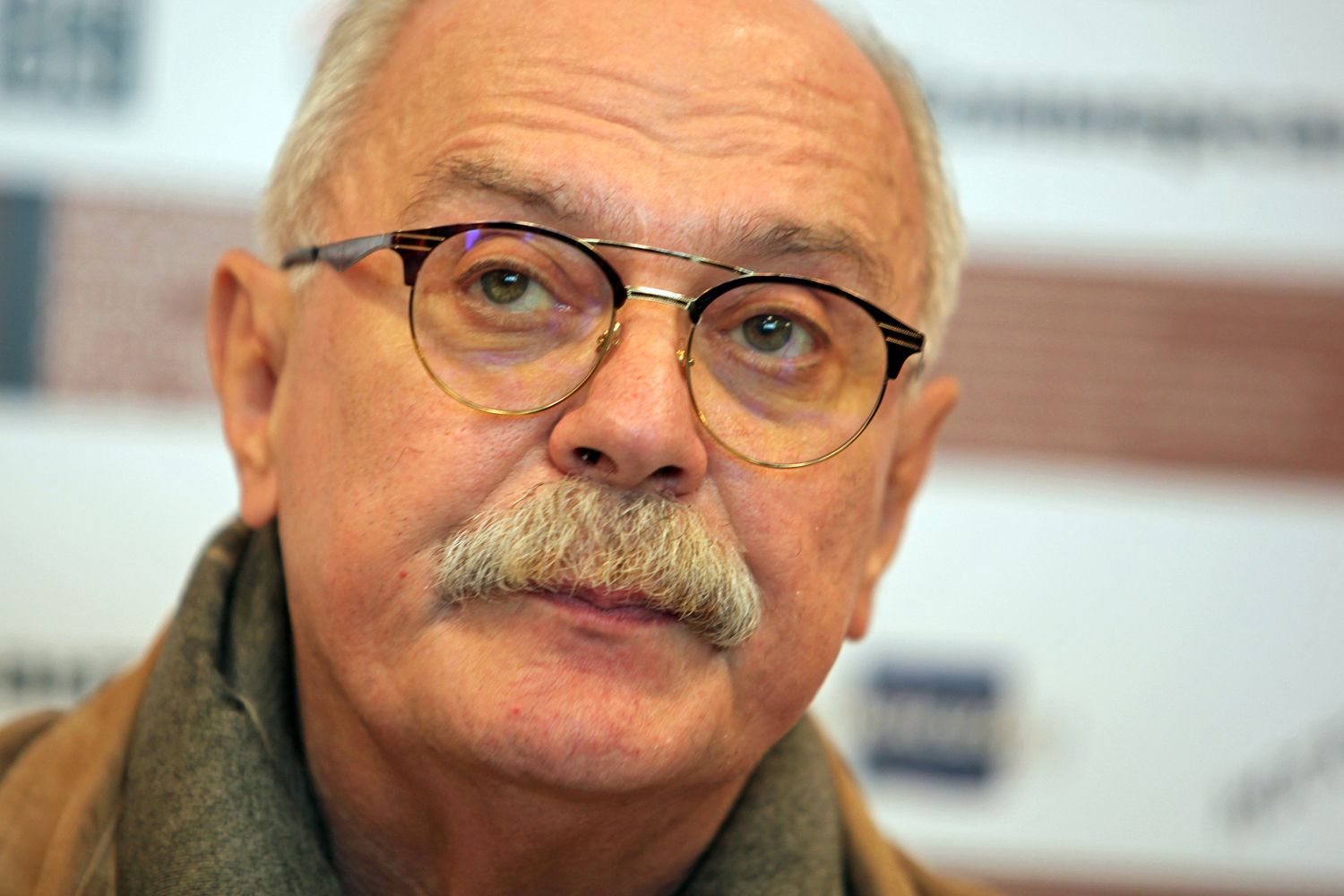
Nikita Mijalkov 2018 en Moscú.

La vida personal de Mijalkov ha sido tan variada como su carrera en el cine.
Su primera esposa fue la renombrada actriz rusa Anastasia Vertínskaya, con quien se casó en 1966. Tienen un hijo, Stepán Mijalkov, nacido en septiembre de 1966.
Con su segunda esposa la exmodelo Tatiana, tuvo a su hijo Artiom (1975) y sus hijas Anna (1974) y Nadia (1986).
Es un ferviente admirador del filósofo nacionalista ruso Iván Ilyín, como se evidencia, entre otras manifestaciones, en el marco conceptual de su película La insolación.

#### Actividad política

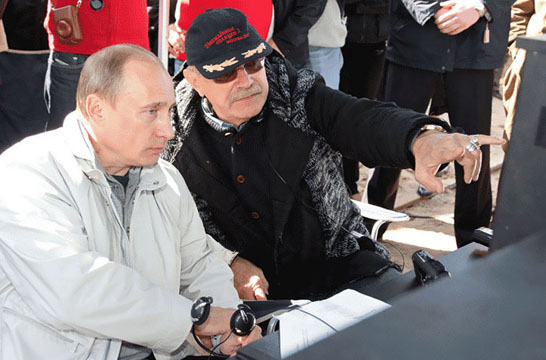
Mijalkov con el primer ministro ruso Vladímir Putin en el set de la película Quemado por el sol 2 en el óblast de Leningrado el 13 de mayo de 2008.

Mijalkov participa activamente en la política rusa. Es conocido por sus opiniones, a veces nacionalistas rusas y eslavófilas. Mijalkov jugó un papel decisivo en la propagación de las ideas de Iván Ilyín en la Rusia postsoviética. Escribió varios artículos sobre Ilyín y se le ocurrió la idea de trasladar sus restos de Suiza al monasterio Donskoy de Moscú, donde el filósofo había soñado encontrar su último retiro. La ceremonia de nuevo entierro, también de Antón Denikin, un general cuyo lema era “Rusia, una e indivisible”, se celebró el 3 de octubre de 2005.
En octubre de 2006, Mijalkov visitó Serbia y brindó apoyo moral a la soberanía de Serbia sobre Kosovo. En 2008, visitó Serbia para apoyar a Tomislav Nikolić, que en ese momento se presentaba como candidato ultranacionalista a la presidencia serbia. Mijalkov participó en una reunión de "Nomocanon", una organización juvenil serbia que niega los crímenes de guerra cometidos por los serbios en las guerras yugoslavas de 1992-1999. En un discurso pronunciado ante la organización, Mijalkov habló de una "guerra contra la ortodoxia" y citó al cristianismo ortodoxo como "la principal fuerza que se opone al McDonald's cultural e intelectual". En respuesta a su declaración, un periodista preguntó a Mijalkov: "¿Qué es mejor, McDonald's o el estalinismo?". Mijalkov respondió: "Eso depende de la persona". Mijalkov se ha descrito a sí mismo como monárquico.
Mijalkov ha sido un firme partidario del presidente ruso Vladímir Putin. En octubre de 2007, Mijalkov, que produjo un programa de televisión con motivo del 55 cumpleaños de Putin, firmó conjuntamente una carta abierta pidiendo a Putin que no dimitiera tras la expiración de su mandato
El liderazgo vertical de estilo de poder de Mijalkov en el Sindicato de Cinematógrafos ha sido criticado por muchos cineastas y críticos rusos prominentes como autocrático, y alentó a muchos miembros a irse y formar un sindicato rival en abril de 2010.
En 2015, a Mijalkov se le prohibió entrar en Ucrania durante 5 años debido a su apoyo a la anexión rusa de Crimea en 2014. A pesar de su apoyo a la anexión de Crimea, también pidió la liberación del cineasta ucraniano encarcelado Oleh Sentsov.
El 24 de febrero de 2022, abogó por el reconocimiento internacional de las autoproclamadas República Popular de Donetsk y la República Popular de Luhansk por parte de Rusia y apoyó la invasión rusa de Ucrania en 2022, citando la supuesta traición de Ucrania y los asesinatos de residentes de Donbás. También criticó a las figuras culturales rusas que se oponen a la invasión rusa, argumentando que guardaron silencio sobre los crímenes contra Donbás y que ahora, en su opinión, sólo están salvando sus propiedades en el extranjero de las sanciones y educando a sus hijos allí.
En 2022, pide la inclusión de Ucrania y Bielorrusia en la “Rusia ideal”. Luego recomienda la película Crimea (2017), dirigida por Alekséi Pimánov con el apoyo del Ministerio de Defensa de Rusia, que ofrece una interpretación conforme a la propaganda oficial de la anexión de la península por Rusia.
El viernes 16 de diciembre de 2022, el cineasta fue objeto del noveno paquete de sanciones europeas Su nombre se suma a la lista negra de 1.386 personas a las que se les ha prohibido el visado y cuyos bienes en la Unión Europea han sido embargados.

## Premios y distinciones
Premios Óscar
| Año  | Categoría                                       | Trabajo nominado   | Resultado |
| ---- | ----------------------------------------------- | ------------------ | --------- |
| 1993 | Mejor película extranjera (de habla no inglesa) | Urgá               | Nominado  |
| 1995 | Mejor película extranjera (de habla no inglesa) | Quemado por el sol | Ganador   |
| 2008 | Mejor película extranjera (de habla no inglesa) | 12                 | Nominado  |

Festival Internacional de Cine de Cannes
| Año  | Categoría                   | Película           | Resultado |
| ---- | --------------------------- | ------------------ | --------- |
| 1994 | Gran Premio del Jurado      | Quemado por el sol | Ganador   |
| 1994 | Premio del Jurado Ecuménico | Quemado por el sol | Ganador   |

Festival Internacional de Cine de Venecia
| Año  | Categoría                         | Película                     | Resultado |
| ---- | --------------------------------- | ---------------------------- | --------- |
| 1991 | León de Oro                       | Urgá, el territorio del amor | Ganador   |
| 1991 | Premio OCIC                       | Urgá, el territorio del amor | Ganador   |
| 1991 | Premio Pasinetti                  | Urgá, el territorio del amor | Ganador   |
| 2007 | León especial por todo su trabajo | -                            | Ganador   |

Festival Internacional de Cine de San Sebastián
| Año  | Categoría     | Película                                | Resultado |
| ---- | ------------- | --------------------------------------- | --------- |
| 1977 | Concha de Oro | Una pieza inacabada para piano mecánico | Ganador   |